# 太陽ニュートリノ問題
太陽ニュートリノ問題（たいようニュートリノもんだい、英: Solar neutrino problem）は、地球を貫通していくニュートリノの観測数が、太陽内部の理論的モデルから予測される値と一致しないとされていた問題である。1960年代半ばから問題とされてきたが、2002年に素粒子標準模型の修正を必要とするニュートリノ物理の新しい解釈であるニュートリノ振動の発見により解決された。ニュートリノ振動は伝搬の過程で各フレーバーのニュートリノの存在確率が周期的に変化（振動）する現象であり、ニュートリノが質量を持つことによって起きるとされている。太陽ニュートリノ問題の根本的な原因は、太陽内部で生成されるニュートリノがかつて用いられていた検出器では捉えられない別の2つのフレーバーのニュートリノに変化することであると説明することができる。

## 概説
太陽の中心核は「天然の核融合炉」であり、陽子-陽子連鎖反応により4つの水素原子核（すなわち陽子）をアルファ粒子に変換する。このとき余剰のエネルギーがガンマ線やニュートリノとして放出される。このうちニュートリノは太陽の外層でほとんど吸収されることなく太陽の中心核から地球へ到達する。ところが様々な精密な測定によっても、検出されたニュートリノの数は予測された数の3分の1から2分の1程度しかなかった。この不一致が “太陽ニュートリノ問題” といわれる。

## 初期の観測
1960年代後期、レイモンド・デイビスやジョン・バーコールらが、太陽からのニュートリノ線の予測値からの不足を最初に観測した。Homestakes の実験は塩素を使った検出器で行われたが、その後放射化学や水のチェレンコフ光を使った検出器でも確認された。
標準太陽モデルによると、現在の太陽から輻射されるエネルギーが全て核融合から賄われるとすれば、観測されたニュートリノの値よりも大きくなければならず、理論を含めた検討がなされた。

## 提案された解決策

### 太陽モデルの変更
この矛盾を説明するための初期の試みとして、太陽モデルが間違っている、すなわち太陽内部の温度や圧力が信じられているものとは実は異なるのではないかとする提案がなされた。例えば、ニュートリノの測定は現在の核融合の量に対するものなので、太陽コアにおける核反応プロセスが一時的に停止したのかもしれないという提案がなされた。熱エネルギーが太陽のコアから表面に移動するには数千年かかるので、プロセスの停止がすぐには明らかにならないのである。
しかしながら、これらの解決策は日震学（太陽中の波動の伝播に関する研究）の発展および改良したニュートリノ測定によって否定された。
日震学の観測により太陽内部の温度を測定することが可能になり、それは標準太陽モデルと合致した。
より進歩したニュートリノ観測所による詳細なニュートリノスペクトルはまた、太陽モデルの調整が適用できない結果を提示した。実際、全低エネルギーニュートリノフラックス（Homestake実験の結果が根拠とするもの）は太陽コアの温度を低くすることを要求する。しかしながら、ニュートリノのエネルギースペクトルの細部はより高いコア温度を要求する。これは異なるエネルギーのニュートリノは異なる核反応によって生み出され、その反応速度が異なる温度依存性を持つためであり、ニュートリノスペクトルの一部を整合させるためにはより高い温度が必要となる。徹底的にとりうる方法を解析した結果、太陽モデルを調整するどの組み合わせも観測されるニュートリノスペクトルを作り出すことはできず、すべての調整がいずれかの矛盾点においてモデルを悪化させてしまうことがわかった。

### ニュートリノの生成機構に関する問題
観測されるべきニュートリノがなんらかの原因で観測されていないのでは、という理論的予測はあったが、ニュートリノの観測は困難なため実験的実証が進まなかった。特にニュートリノが質量をもつかどうかはさらに精密かつ厳密な観測が必須だったためである。

## ニュートリノ振動の発見による解決
太陽ニュートリノ問題は改良されたニュートリノの特性についての理解によって解決された。素粒子物理学の標準理論によれば、三種類の異なるニュートリノがある。
- 電子ニュートリノ (太陽で生み出されるもので、Homestake等の実験で観測されたもの)
- ミューニュートリノ
- タウニュートリノ

1970年代を通して、ニュートリノは質量がなくその種類は不変であると広く信じられていた。しかしながら、1968年にはブルーノ・ポンテコルボがもしニュートリノが質量を持つなら、その種類を別のものに変化させることができることを示した。
したがって、太陽からの「失われた」電子ニュートリノは地球への道のりで他の種類に変化したため、電子ニュートリノしか検出できない Homestake 鉱山や同時代のニュートリノ観測所の検出器では見つけられなかった可能性が残った。
1987年に超新星 1987Aから、日本のカミオカンデが 11 個、アメリカのIMBが 8 個、ロシアのBaksanが 5 個の反ニュートリノを検出した。
これらの観測からニュートリノ質量の上限値が与えられたが、検出数が非常にわずかであったため、ニュートリノが質量を持つか否かを決定するには至らなかった。
1998年、ニュートリノ振動の最初の強力な証拠が日本のスーパーカミオカンデの共同研究によってもたらされた。ミューオンニュートリノ（宇宙線によって上層の大気で生成される）がタウニュートリノに変化すると考えれば矛盾しない観測結果が得られた。地球を通過して検出器の下方から来るニュートリノが、検出器の上方から直接やってくるニュートリノに比べて少ないことが証明された。そして、この観測では地球の大気と宇宙線の相互作用からくるミューオンニュートリノのみに着目していた。タウニュートリノはスーパーカミオカンデでは観測されない。
2001年になると、太陽ニュートリノ振動の説得力のある証拠がカナダのサドベリー・ニュートリノ天文台 (SNO) によってもたらされた。SNOでは太陽から来るすべての種類のニュートリノを検出し、重水を検出媒体に用いることで電子ニュートリノと他の2つのフレーバーとを区別することができた（ミューとタウのフレーバーは区別できない）。広範囲にわたる統計解析ののち、太陽から届くニュートリノの約35%が電子ニュートリノでその他がミューまたはタウニュートリノであることがわかった。検出されたニュートリノの全数は、以前の太陽内部の核融合反応に基づく原子核物理学の予測と非常によく一致した。